# Saint-Jean-le-Comtal
Saint-Jean-le-Comtal este o comună în departamentul Gers din sudul Franței. În 2009 avea o populație de 384 de locuitori.

## Evoluția populației
| An        | 1975 | 1982 | 1990 | 1999 | 2006 | 2009 |
| --------- | ---- | ---- | ---- | ---- | ---- | ---- |
| Populație | 286  | 333  | 318  | 348  | 375  | 384  |